# Nikolaj Nadezjdin

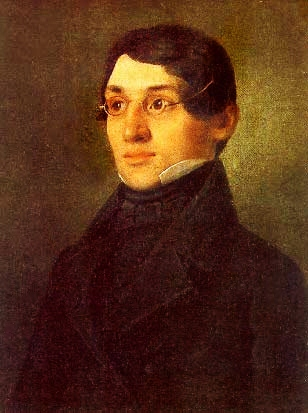
Nikolaj Nadezjdin.

Nikolaj Ivanovitj Nadezjdin, född  17 oktober (gamla stilen: 5 oktober) 1804 i guvernementet Rjazan, död 23 januari (gamla stilen: 11 januari) 1856 i Sankt Petersburg, var en rysk etnograf och litteraturkritiker.
Nadezjdin var 1832–35 professor i historia, arkeologi och logik vid Moskvauniversitetet och grundade 1831 tidskriften Teleskop. På grund av Pjotr Tjaadajevs i denna publicerade "filosofiska brev" (1836) förbjöds tidskriften, och Nadezjdin förvisades till Ustsysolsk i guvernementet Vologda. Efter frigivningen företog han en resa till slaviska länder och offentliggjorde i Jahrbücher für Litteratur 1841 en uppsats om ryska språkets dialekter. År 1843 blev han redaktör för inrikesministeriets tidskrift, i vilken han publicerade värdefulla etnografiska, geografiska och statistiska avhandlingar om Ryssland, samt skrev studier om det ryska sektväsendet: Izsljedovanie o skoptjeskoj jeresi (Om stymparnas sekt, 1845) och O zagranitjnych raskolnikach (Om raskolnikerna i utlandet, 1846). År 1848 blev han president för Geografiska sällskapets etnografiska avdelning och redigerade dess årspublikationer. Hans självbiografi trycktes i Russkij Vjestnik 1856 (med tillägg av Pavel Saveljev), men hans arbeten finns inte i samlad upplaga.